# 標準貫入試験
標準貫入試験（ひょうじゅんかんにゅうしけん、standard penetration test、SPT）は、地盤の工学的性質（N値）及び試料を求めるために行われる試験。

## 試験方法
本試験は、あらかじめ所定の深度まで掘進したボーリング孔を利用して行われる。
質量63.5kg±0.5kg（本来は140ポンド、10ストーン）のドライブハンマー（通称、モンケン）を76cm±1cm（30インチ）の高さから自由落下させてボーリングロッド頭部に取り付けたノッキングブロックを打撃し、ボーリングロッドの先端に取り付けられた標準貫入試験用サンプラーを規定貫入量である30cm打ち込むのに要する打撃回数（=N値）を求める。
ドライブハンマーの自由落下による予備打ち15cm（6インチ）を行った後、同様の方法で30cmの本打ちを行う。打撃1回ごとに貫入量を記録するのが基本であるが、N値の利用目的により、10cmごとの打撃回数を測定する場合もある。予備打ちで15cm、本打ちで30cmに至るまでに最大打撃数50回に達した場合は、N値50以上とし、「50／累計貫入量」と記録して試験を終了する。この時、累計貫入量が1cmに満たない場合は、貫入不能と記録する。また、打撃前に自沈（後述）した場合は、自沈した深さを測定する。この際の深さが45cm（18インチ）以上であった場合、本打ちは行わない。
JIS A 1219 では最大打撃回数を50回としているが、土木技術の発展に伴い道路基礎工等ではN値=50前後が設計定数として必要になるため、最大打撃回数を60回とする場合もある（旧道路公団等）。
落下高さは、以前の日本では75cmとされていたが、2001年の改訂で、もともとの定義である30インチの換算値76.2cmと諸外国の定義値を考慮して76cm±1cmと再定義された。
試験によって得られる情報は、N値、自沈（ドライブハンマーの落下を伴わず、ボーリングロッドやドライブハンマーの自重のみでサンプラーが貫入した状態。サンプラーを降ろした状態で貫入するロッド自沈と、ドライブハンマーをノッキングブロックに静かにのせた状態で貫入するハンマー自沈の2つがある）、貫入不能（50回の打撃での累計貫入量が1cm未満）の3つが定義されている。

## サンプリング
標準貫入試験用サンプラーは、中空になっているため、試験を実施した区間（深さ）の土質試料を直接採取することができ、また、試料採取をしやすいよう、管を縦に2つに分割することができる構造になっている。これにより、その試験区間の土質や地質の状態を直接目視し、地質状況や礫当たり等の特異値を把握して、貫入試験数値との整合性等を確認することができる。先端を塞ぐような礫が存在する場合は、N値が大きく狂うので注意が必要である。
なおサンプラーの先端は、厳密に言えばコーンの先端部を切り落とした円錐台形状である。このためか、コーンを取り付けた動的なサウンディングに較べ、割れ易い礫など土質によっては貫入抵抗が大きく異なるケースがあるため注意を要する。
標準貫入試験により採取した土質試料は、土質試験（物理試験のみ、力学試験や単位体積重量の測定を除く）に用いられる。

## サウンディング試験
この標準貫入試験のように、地層に試験用錐（コーン）を貫入させ、その貫入抵抗値を求める地盤調査法を、サウンディング試験（ペネトレーションテスト）と言う。他に用いられることの多いサウンディング試験の例には、簡易貫入試験、ポータブルコーン貫入試験、スウェーデン式サウンディング試験、NSWS（大幅改良型スウェーデン式サウンディング試験機）などがある。

## 標準貫入試験と地盤の評価
標準貫入試験は重力の加速度を利用した打撃回数（N値）により地盤の層区分、強弱の傾向の評価に利用される。
一方、地盤における諸問題である土の強さ、土圧（土の作用力）、斜面の安定、基礎、支持力等を力学的に評価するためには土質工学としての指標C（土の粘着力）、φ（土の内部摩擦角）が必要である。
打撃回数（N値）は直接にはこれらの指標を表すものではないが、土質工学ではよくN値から換算されたC、φを利用してその安全性が議論される。もちろん、厳密な議論をする場合、地盤から不攪乱の資料を採取し、三軸試験により確定した力学的指標C、φを用いて地盤の諸問題が議論され、N値は地盤の全体の傾向を把握することに利用されている。
したがってその運用に当たっては以下の点に注意が必要である。
①	設備が大きく狭小地や重量運搬に制約を受ける箇所では調査はできない。
②	調査費が高価であるため地盤の平面的連続性評価において調査箇所数に制限がある。
③	一般的には1.0ｍピッチでの計測データであるため連続的な地盤評価が難しい。
④	重力の加速度を利用した計測値であるため軟弱領域にバラツキが出やすくその強度特性や層の確定に当たっては注意が必要である。
⑤	N値とC、φの関係は過去に実施された三軸試験とN値の関係を統計的に処理した換算式である。

## 標準貫入試験の歴史
日本国内で初めてサウンディング試験が、組織的に地盤調査として行われたのは、関東大震災の復興局による調査である。当時、関東平野をメッシュ状に（格子に）区切った交点において、「突下数（とっかすう）」と呼ばれるサウンディング試験を行い、関東平野全域の地盤状況の把握が行われた。その結果、広域に軟弱地盤（沖積平野）が拡がることを初めて確認した。以降、軟弱地盤の知見が、地盤工学的にも地質学的にも拡がった。
標準貫入試験の「標準」の意味は、Terzaghi等がそれまで様々なタイプが存在していた動的な貫入試験を整理し、「標準化した」ことに由来するとされている。

## 規格
- ASTM D1586
- BS EN ISO 22476-3
- AS 1289.6.3.1
- JIS A 1219